# Große kreisangehörige Stadt
Große kreisangehörige Stadt ist ein Begriff aus dem Kommunalrecht in den deutschen Ländern Brandenburg, Mecklenburg-Vorpommern, Nordrhein-Westfalen, Rheinland-Pfalz, Schleswig-Holstein und Thüringen. Entsprechende Bezeichnungen in anderen deutschen Ländern lauten große selbständige Stadt und große Kreisstadt. Große kreisangehörige Städte übernehmen – entsprechend ihrer Leistungsfähigkeit – zusätzliche Aufgaben, für die bei kleineren Gemeinden der Landkreis zuständig ist. Die bevölkerungsreichste große kreisangehörige Stadt in Deutschland ist die Stadt Paderborn in Nordrhein-Westfalen mit 156.887 Einwohnern (Stand: 31. Dezember 2023).

## Brandenburg
Im Land Brandenburg erhalten gem. § 1 Abs. 3 Satz 1 Kommunalverfassung des Landes Brandenburg vom 18. Dezember 2007 kreisangehörige Gemeinden mit mehr als 35.000 Einwohnern den Status durch Rechtsverordnung des Innenministeriums. Maßgebende Einwohnerzahl ist die letzte vom Amt für Statistik Berlin-Brandenburg veröffentlichte fortgeschriebene Bevölkerungszahl per 30. Juni und 31. Dezember eines jeden Jahres (§ 1 Abs. 3 Satz 2 Kommunalverfassung des Landes Brandenburg). Die Verleihung der Bezeichnung kann unter bestimmten Umständen widerrufen werden.

## Mecklenburg-Vorpommern
Große kreisangehörige Städte im Land Mecklenburg-Vorpommern sind die Stadt Neubrandenburg sowie die Hansestädte Greifswald, Stralsund und Wismar. Diese Städte hatten den Status als kreisfreie Stadt im Jahr 2011 durch eine Gebietsreform verloren.

## Nordrhein-Westfalen
Im Land Nordrhein-Westfalen besteht eine ähnliche gesetzliche Regelung wie im Land Brandenburg. Gemäß § 4 der Gemeindeordnung für das Land Nordrhein-Westfalen gilt dabei der Schwellenwert von 60.000 Einwohnern; die Landesregierung bestimmt durch Rechtsverordnung als große kreisangehörige Stadt diejenige Stadt, die diesen Schwellenwert an drei aufeinanderfolgenden Stichtagen (30. Juni, 31. Dezember) überschreitet. Außerdem besteht die Möglichkeit, ab einem Schwellenwert von 50.000 Einwohnern an fünf aufeinander folgenden Stichtagen auf eigenen Antrag zur großen kreisangehörigen Stadt erklärt zu werden. Die Streichung dieses Status erfolgt ebenfalls durch Rechtsverordnung, entweder auf Antrag der betreffenden Stadt, wenn die erforderliche Einwohnerzahl an fünf aufeinanderfolgenden Stichtagen um mehr als 10 Prozent unterschritten wird, oder von Amts wegen, wenn die erforderliche Einwohnerzahl an fünf aufeinanderfolgenden Stichtagen um mehr als 20 Prozent unterschritten wird. Gemäß § 1 der Verordnung zur Bestimmung der Großen kreisangehörigen Städte und der Mittleren kreisangehörigen Städte nach § 4 der Gemeindeordnung für das Land Nordrhein-Westfalen sind große kreisangehörige Städte in Nordrhein-Westfalen: Arnsberg, Bergheim, Bergisch Gladbach, Bocholt, Castrop-Rauxel, Detmold, Dinslaken, Dormagen, Dorsten, Düren, Gladbeck, Grevenbroich, Gütersloh, Herford, Herten, Iserlohn, Kerpen, Lippstadt, Lüdenscheid, Lünen, Marl, Minden, Moers, Neuss, Paderborn, Ratingen, Recklinghausen, Rheine, Siegen, Troisdorf, Unna, Velbert, Viersen, Wesel, Witten.

## Rheinland-Pfalz
Im Land Rheinland-Pfalz können gem. § 6 Abs. 1 der Gemeindeordnung von Rheinland-Pfalz (GemO) kreisangehörige Städte mit mehr als 25.000 Einwohnern durch Gesetz oder auf ihren Antrag durch Rechtsverordnung der Landesregierung zu großen kreisangehörigen Städten erklärt werden.

## Schleswig-Holstein
Im Land Schleswig-Holstein erhalten gemäß § 60a der Gemeindeordnung alle Städte ab 50.000 Einwohnern den Status einer großen kreisangehörigen Stadt. Dies sind seit 2005 die Stadt Norderstedt und seit 2021 auch die Stadt Elmshorn.

## Thüringen
Im Freistaat Thüringen können nach § 6 Abs. 4 der Thüringer Gemeinde- und Landkreisordnung (ThürKO) kreisangehörigen Gemeinden auf ihren Antrag erweiterte Aufgaben übertragen werden, wenn sie die gebotene Verwaltungs- und Finanzkraft aufweisen, dadurch eine bessere Wahrnehmung der Aufgaben im Interesse der Einwohner ermöglicht wird und die wirtschaftliche und effektive Wahrnehmung der Aufgaben im gesamten Kreisgebiet gewährleistet bleibt. Die Entscheidung trifft die Landesregierung durch Rechtsverordnung mit Zustimmung des Landtags, sie ist verbunden mit der Erklärung zur großen kreisangehörigen Stadt.
Parallel hierzu existiert nach § 6 Abs. 3a der ThürKO auch die Bezeichnung Große Kreisstadt.